# Parasuchus
Parasuchus ("podobající se krokodýlům") byl rod krokodýlům podobného fytosaura z období svrchního triasu. Jeho fosilie byly objeveny v indických státech Ándhrapradéš a Madhjapradéš. Formálně byl popsán roku 1885.

## Popis
Parasuchus dosahoval délky kolem 2,5 metru, výšky hřbetu kolem 35 centimetrů a hmotnosti 50 až 100 kilogramů. Velikost jednotlivých jedinců se lišila s pohlavím a věkem. Z čelisti, kterou měl na konci zaoblenou, mu vyčnívaly ostré zuby. Byly to nejúčinnější zbraně při lovu drobných obratlovců, například ryb. I přes svoji dravost mohl být parasuchus loven rauisuchiními archosaury a teropodními dinosaury.